# Planctanthias
Planctanthias is een monotypisch geslacht van straalvinnige vissen uit de familie van zaag- of zeebaarzen (Serranidae).

## Soort
- Planctanthias longifilis Trunov, 1976